# ریخته گری با قالب مصرفی
ریخته‌گری در قالب‌های یک‌بارمصرف (Casting in Disposable Molds) یکی از تکنیک‌های مهم و کاربردی در صنعت ریخته‌گری فلزات به شمار می‌رود که در آن هر قالب تنها یک بار مصرف شده و پس از تولید قطعه از بین می‌رود. این روش، به دلیل دقت بالا در تولید قطعات با شکل‌های پیچیده و جزئیات دقیق، در صنایع مختلف از جمله جواهرسازی، هوافضا، خودروسازی و پزشکی کاربرد فراوان دارد. در این مقاله به بررسی اصول، تاریخچه، انواع، مواد مصرفی، مزایا و معایب، کاربردها و تأثیرات زیست محیطی و اقتصادی این روش پرداخته می‌شود.

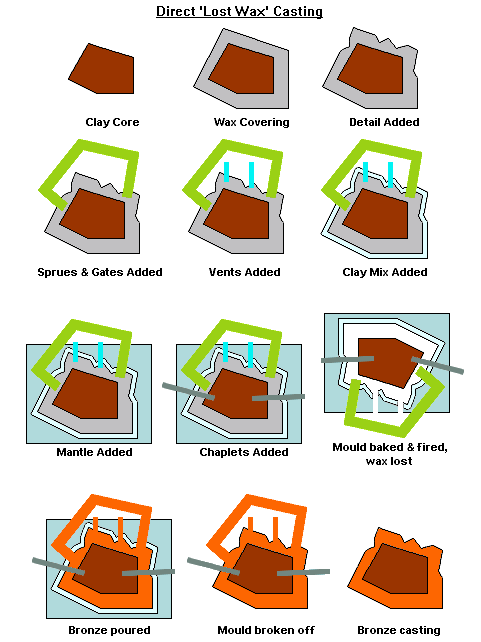
مراحل فرآیند قالب‌گیری با استفاده از موم در ریخته‌گری برنز

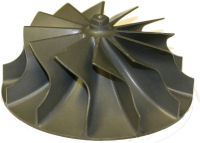
نمایی از پره‌های توربین ساخته شده با روش ریخته‌گری دقیق

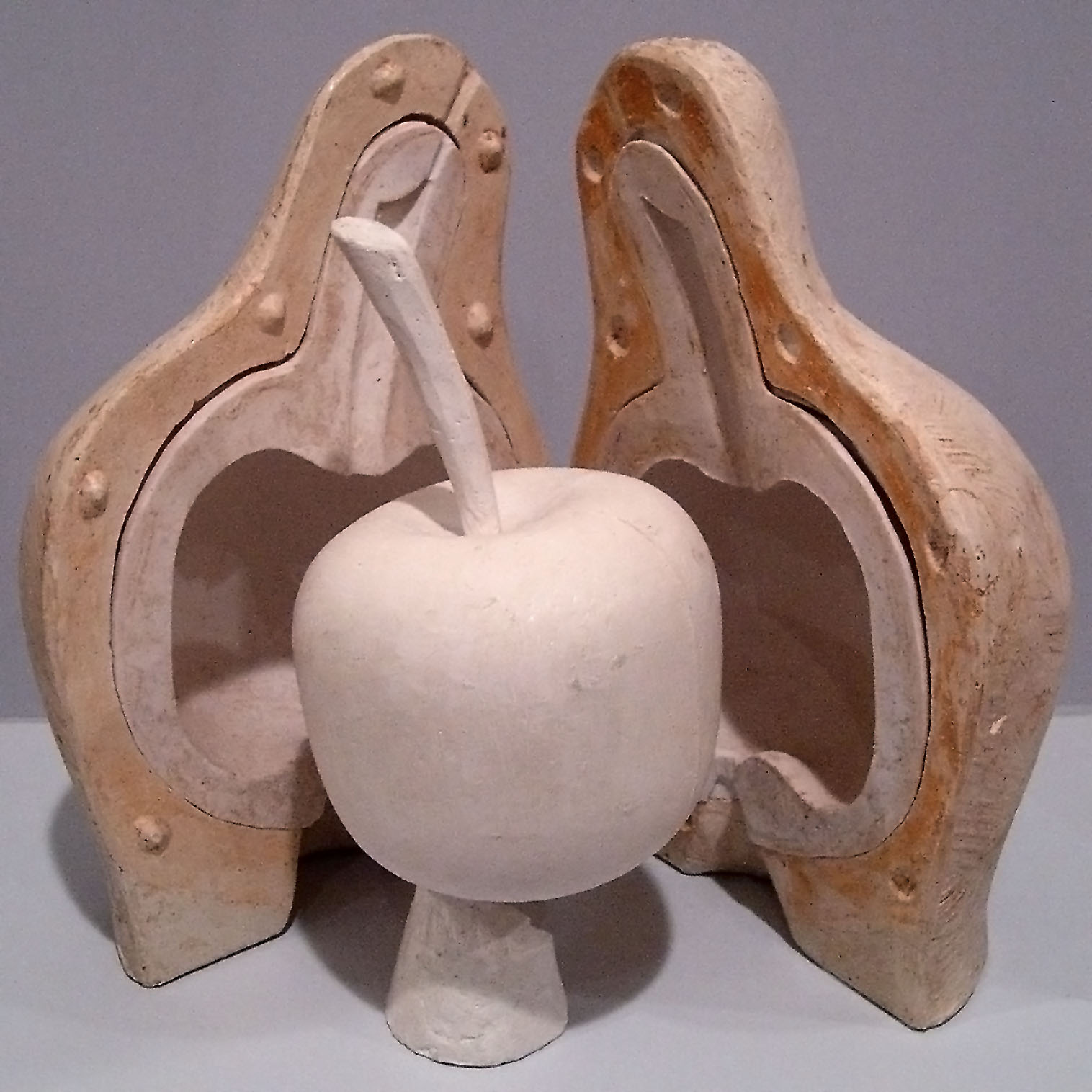
مدل‌های مومی مورد استفاده در ریخته‌گری دقیق

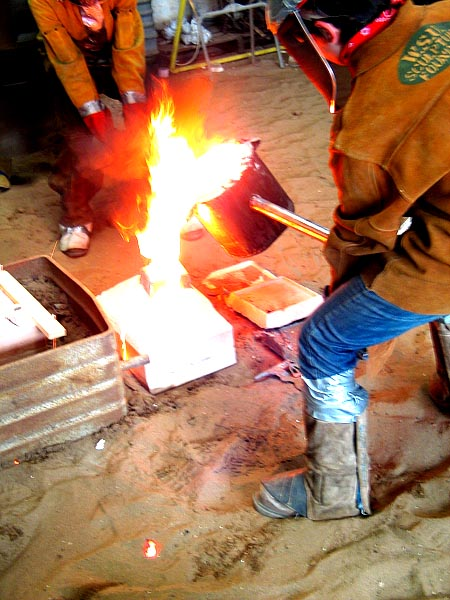
نمایی از فرآیند ریخته‌گری در قالب‌های ماسه‌ای

ریخته‌گری به عنوان یکی از قدیمی‌ترین روش‌های تولید قطعات فلزی، در طی تاریخ تحول فراوانی را پشت سر گذاشته است. در روش‌های سنتی مانند ریخته‌گری ماسه‌ای یا قالب دائمی، امکان استفاده مجدد از قالب‌ها وجود داشت؛ اما در ریخته‌گری با قالب‌های یک‌بارمصرف، به دلیل روش ساخت و تخریب قالب پس از استفاده، این امکان فراهم نمی‌شود. امروزه با پیشرفت فناوری و افزایش تقاضا برای قطعات دقیق و دارای جزئیات بالا، این روش از اهمیت ویژه‌ای برخوردار شده است. استفاده از مدل‌های اولیه از جنس مواد متفاوت مانند موم، فوم پلی‌استایرن یا رزین، به همراه استفاده از قالب‌های سرامیکی یا ماسه‌ای، امکان ساخت قطعات با هندسه‌های پیچیده را فراهم می‌کند. ریخته‌گری در قالب‌های یک‌بارمصرف به عنوان یکی از روش‌های نوین و دقیق در تولید قطعات فلزی، با وجود معایب اقتصادی و زمان‌بر بودن فرآیند، به دلیل دقت و امکان ساخت اشکال پیچیده همچنان جایگاه ویژه‌ای در صنایع متعدد دارد. تاریخچه طولانی این روش، توسعه فناوری‌های نوین، بهره‌گیری از فناوری چاپ سه‌بعدی و اتوماسیون، فرصتی را برای تولید نمونه‌های پیشرفته و تولید به صورت سفارشی فراهم آورده است. همچنین، پژوهش‌های جاری در زمینه مواد جدید و بهینه‌سازی فرآیندهای تولید، نویدبخش کاهش هزینه‌ها و تأثیرات محیطی منفی خواهد بود. در مجموع، ریخته‌گری یک‌بارمصرف همچنان به عنوان یک گزینه مهم در تولید قطعات دقیق و پیچیده مطرح است و نوآوری‌های آینده می‌تواند این روش را از نظر عملکرد و بازدهی بهبود بخشد.

## تاریخچه و توسعه روش‌های ریخته‌گری یک‌بارمصرف
روش‌های ریخته‌گری یک‌بارمصرف ریشه در تاریخ باستان دارند. در تمدن‌هایی مانند مصر باستان، هند، چین و ایران باستان از قالب‌های مومی برای ساخت آثار هنری، جواهرات و مجسمه‌های فلزی استفاده می‌شد. از این رو شاهد استفاده گسترده از تکنیک‌های ریخته‌گری دقیق در دوران باستان بودیم.
در دوره‌های بعد، به ویژه در قرون وسطی و دوران رنسانس، روش‌های متنوع‌تری برای تولید قالب‌های یک‌بارمصرف به کار گرفته شد. در اروپا، ریخته‌گری دقیق برای تولید ناقوس کلیسا، قطعات ساعت و تزئینات فلزی توسعه یافت. پیشرفت‌های علمی و هنری به تولید مدل‌های دقیق‌تر و قالب‌های مقاومتر انجامید.
در قرن بیستم و با بروز نیاز صنایع هوافضا، پزشکی و صنعت خودروسازی به قطعات بسیار دقیق، تکنیک‌های نوین در ریخته‌گری یک‌بارمصرف مطرح شدند. استفاده از مواد پیشرفته نظیر سرامیک‌های مقاوم و فوم‌های تبخیرشونده همراه با فناوری‌های محاسباتی برای طراحی مدل‌ها، از جمله دستاوردهای این دوره است. امروزه، فناوری‌های چاپ سه‌بعدی و اتوماسیون در مراحل ساخت مدل و قالب‌گیری، موجب افزایش دقت و سرعت این روش شده‌اند.

## اصول کلی فرآیند
فرآیند ریخته‌گری در قالب‌های یک‌بارمصرف از چند مرحله اصلی تشکیل شده است:
1. تهیه مدل اولیه: ابتدا مدل قطعه مورد نظر از موادی مانند موم، فوم پلی‌استایرن یا رزین ساخته می‌شود. این مدل باید دقیق و مطابق با ابعاد نهایی قطعه باشد.
2. ساخت قالب: مدل اولیه در مواد قالب‌ساز (دوغاب سرامیکی، ماسه یا ترکیبات دیگر) قرار می‌گیرد تا قالب منحصربه‌فرد بر اساس شکل مدل ایجاد شود.
3. خشک‌کردن و سفت‌سازی: قالب تهیه شده باید به مدت مناسبی خشک و سفت شود تا در طی فرآیند ریخته‌گری دچار تغییر شکل نشود.
4. حذف مدل: پس از آنکه قالب آماده شد، مدل اولیه از داخل قالب خارج می‌شود. در روش‌های مختلف، مدل می‌تواند ذوب یا سوخته شود.
5. ریختن فلز: در مرحله نهایی، فلز مذاب درون قالب ریخته شده و پس از سردشدن، قطعه نهایی به دست می‌آید.
6. حذف قالب: از آنجا که قالب یک‌بارمصرف است، پس از ریخته‌گری تخریب شده و محصول استخراج می‌شود.

## انواع ریخته‌گری در قالب‌های یک‌بارمصرف
روش‌های متعددی برای ریخته‌گری یک‌بارمصرف وجود دارد که از محبوب‌ترین آن‌ها می‌توان به موارد زیر اشاره کرد:

### ریخته‌گری دقیق (Investment Casting)
در این روش، مدل از موم ساخته شده و پس از پوشش آن با دوغاب سرامیکی، موم ذوب یا سوخته و از قالب خارج می‌شود. این روش به دلیل دقت بالا در جزئیات و تولید اشکال پیچیده به ویژه در ساخت جواهرات و قطعات هوایی مورد استفاده قرار می‌گیرد.

### ریخته‌گری با فوم تبخیرشونده (Lost Foam Casting)
در این تکنیک از مدل‌هایی از جنس فوم پلی‌استایرن استفاده می‌شود. پس از ریختن فلز مذاب، فوم به سرعت تبخیر شده و جای خود را به فلز می‌دهد. این روش به خصوص در تولید قطعات خودرو و بدنه‌های صنعتی که اشکال پیچیده‌ای دارند، کاربرد دارد.

### ریخته‌گری با پوسته سرامیکی (Ceramic Shell Casting)
در این روش، مدل اولیه چندین بار در دوغاب سرامیکی غوطه‌ورده و هر بار با لایه‌های سرامیکی پوشانده می‌شود تا پوسته‌ای بسیار مقاوم شکل بگیرد. پس از حذف مدل، فلز مذاب ریخته شده و قطعه نهایی تولید می‌شود. این تکنیک برای فلزاتی با دمای ذوب بالا بسیار مناسب است.

### روش‌های ترکیبی و نوین
امروزه با ترکیب روش‌های سنتی با فناوری‌های نوین مانند چاپ سه‌بعدی و استفاده از مواد هوشمند، روش‌های جدیدی نیز در ریخته‌گری یک‌بارمصرف طراحی شده‌اند. به عنوان مثال، استفاده از قالب‌های چندلایه که بتوانند خواص عایق حرارتی مطلوب را ارائه دهند یا مدل‌های هوشمندی که امکان تنظیم دقیق دما و فشار را فراهم می‌کنند.

## مواد مورد استفاده در قالب‌های یک‌بارمصرف
مواد مورد استفاده در ساخت مدل و قالب نقش اساسی در کیفیت نهایی قطعه دارند. در اینجا به برخی از مهم‌ترین مواد اشاره می‌کنیم:
- موم: برای ساخت مدل‌های اولیه در ریخته‌گری دقیق کاربرد دارد. موم به دلیل قابلیت شکل‌پذیری بالا و وضوح جزئیات، انتخاب مناسبی است.
- فوم پلی‌استایرن: در روش ریخته‌گری با فوم تبخیرشونده استفاده می‌شود. این ماده در تماس با فلز مذاب به سرعت تبخیر شده و موجب حذف مدل می‌شود.
- دوغاب سرامیکی: برای ساخت قالب‌های مقاوم و دارای جزئیات دقیق بکار می‌رود. دوغاب سرامیکی پس از خشک شدن، ساختار سخت و پایداری را ارائه می‌دهد.
- ماسه: در برخی روش‌ها برای ساخت قالب استفاده می‌شود. ماسه‌های خاصی که به عنوان قالب مورد استفاده قرار می‌گیرند، باید از نظر اندازه و چسبندگی مناسب باشند.
- رزین و افزودنی‌ها: در ترکیب با سایر مواد، به افزایش استحکام قالب و بهبود کیفیت سطح قطعه نهایی کمک می‌کنند.

## مزایا
ریخته‌گری در قالب‌های یک‌بارمصرف دارای مزایای زیادی است:
- دقت بالا:: امکان تولید قطعات با جزئیات دقیق و ابعاد کنترل‌شده.
- امکان ساخت اشکال پیچیده:: این روش از ساخت اشکال داخلی بسته یا توخالی نیز پشتیبانی می‌کند.
- سطح نهایی صاف و قابل قبول:: کاهش نیاز به فرآیندهای پس‌پردازش مانند ماشین‌کاری.
- تنوع در مواد و اشکال:: انعطاف‌پذیری بالا در انتخاب مواد مدل‌سازی و قالب‌سازی.
- انطباق‌پذیری با فناوری‌های نوین:: قابلیت به‌کارگیری در تولید سری‌های کوچک و نمونه‌های پیش‌نمایش با استفاده از چاپ سه‌بعدی.

## معایب
به همراه مزایا، معایب و محدودیت‌هایی نیز وجود دارد:
- هزینه‌های نسبتاً بالا:: هر قالب تنها یک‌بار مصرف است و برای تولید انبوه اقتصادی نیست.
- زمان‌بر بودن مراحل تولید:: از ساخت مدل اولیه تا ریختن فلز، فرآیند نسبتاً طولانی است.
- نیاز به تخصص بالا:: هر مرحله از فرآیند نیازمند کنترل دقیق از نظر دما، زمان و فشار است.
- ضایعات قابل توجه:: از آن‌جا که قالب‌ها پس از استفاده تخریب می‌شوند، بخش قابل توجهی از مواد مصرفی به ضایعات تبدیل می‌شود.

## کاربردها
ریخته‌گری در قالب‌های یک‌بارمصرف در صنایع متنوعی کاربرد دارد:
- جواهرسازی:: برای ساخت قطعات تزیینی و دقیق که جزئیات بسیار ریز در آن‌ها اهمیت دارد.
- صنایع هوافضا:: قطعات موتور، اجزای توربین و سایر قطعات دقیق.
- صنعت خودروسازی:: برای تولید بدنه‌ها و قطعاتی با اشکال پیچیده که نیازمند دقت بالا هستند.
- پزشکی:: ساخت پروتزها، ایمپلنت‌ها و قطعات دقیق برای تجهیزات پزشکی.
- مجموعه‌های هنری و دکوراتیو:: تولید مجسمه‌ها و اشیاء تزئینی از فلز.

## تأثیرات زیست محیطی و اقتصادی
از جنبه‌های اقتصادی، اگرچه ریخته‌گری در قالب‌های یک‌بارمصرف به دلیل هزینه‌های اولیه بالا برای تولید هر قالب، ممکن است برای تولید انبوه اقتصادی نباشد، اما در تولید نمونه‌ها، سری‌های کم و قطعات با ارزش افزوده بالا از اهمیت ویژه‌ای برخوردار است. همچنین این روش امکان استفاده از مواد بازیافتی در برخی مراحل را فراهم می‌کند که می‌تواند در کاهش ضایعات موثر باشد.
از نظر زیست محیطی، استفاده از قالب‌های یک‌بارمصرف به دلیل ایجاد ضایعات، نگرانی‌هایی را مطرح می‌کند. به همین دلیل تلاش‌های اخیر در جهت استفاده از مواد سازگار با محیط زیست و بهینه‌سازی فرآیندهای بازیافت، در حال انجام است.
استفاده از رزین‌های بازیافتی، ماسه‌های قابل استفاده مجدد و فناوری‌های نوین برای کاهش مصرف انرژی از جمله راهکارهایی است که صنعت ریخته‌گری در حال بکارگیری آن‌ها می‌باشد.

## نوآوری‌ها و چالش‌های آینده
با توجه به نیاز روزافزون به قطعات دقیق و سفارشی، پژوهش‌ها و نوآوری‌های جدید در زمینه ریخته‌گری یک‌بارمصرف ادامه دارد. برخی از چالش‌ها و زمینه‌های تحقیقاتی عبارتند از:
- توسعه مواد جدید برای ساخت مدل و قالب با ویژگی‌های بهبود یافته از نظر مقاومت حرارتی، دقیق بودن ابعاد و کاهش ضایعات.
- بهره‌گیری از فناوری‌های دیجیتال مانند شبیه‌سازی‌های عددی و مدل‌سازی رایانه‌ای برای بهبود کنترل فرآیند و کاهش خطاهای تولید.
- اتوماسیون خطوط تولید برای افزایش سرعت و کاهش هزینه‌های نیروی انسانی.
- ایجاد سیستم‌های پایش لحظه‌ای در فرآیند ریخته‌گری جهت کنترل دقیق تغییرات دما، فشار و زمان، که منجر به بهبود کیفیت نهایی قطعه می‌شود.
- پژوهش‌های مربوط به تأثیرات زیست محیطی و ارائه راهکارهایی برای بهبود چرخه بازیافت مواد مصرفی در این فرآیند.